# Homogryllacris
Homogryllacris is een geslacht van rechtvleugeligen uit de familie Gryllacrididae. De wetenschappelijke naam van dit geslacht is voor het eerst geldig gepubliceerd in 2007 door Liu.

## Soorten
Het geslacht Homogryllacris omvat de volgende soorten:
- Homogryllacris anelytra Shi, Guo & Bian, 2012
- Homogryllacris ascenda Shi, Guo & Bian, 2012
- Homogryllacris brevispina Shi, Guo & Bian, 2012
- Homogryllacris gladiata Liu, 2007
- Homogryllacris rufovaria Liu, 2007
- Homogryllacris yunnana Shi, Guo & Bian, 2012